# قایق (فیلم ۲۰۰۹)
قایق (کره‌ای: 보트) فیلمی در ژانر جنایی و درام است که در سال ۲۰۰۹ منتشر شد. از بازیگران آن می‌توان به ها جونگ-وو، ساتوشی تسومابوکی و چا سو یون اشاره کرد.